# Opopónaco
Opopónaco es una gomorresina que se obtiene por la desecación de la savia que fluye de las incisiones hechas en el cuello de la raíz del Opopanax chironium, umbelífera que se cría en las laderas de El Piul de Rivas, Sierra Morena y otras partes de España y en Oriente. 
Se presenta en pedazos irregulares, pocas veces en lágrimas, de un amarillo rojizo en el exterior y de un blanco sucio veteado de rojo y amarillo en el interior; es opaca, seca y friable. Tiene un olor bastante fuerte aromático, pero desagradable y un sabor amargo y acre. Contiene resina, goma y un poco de almidón. Se asegura que la planta europea no da el opopónaco pero es muy probable que si se hiciera con ella la misma operación que con la de Siria lo daría aunque en menor cantidad. 
Es excitante, se administra en los infartos lamparónicos y como béquica en los afectos catarrales. Entra en la composición de muchos emplastos, ungüentos y linimentos.